# Chetopa
Chetopa es una ciudad ubicada en el condado de Labette en el estado estadounidense de Kansas. En el año 2010 tenía una población de 1125 habitantes y una densidad poblacional de 321,43 personas por km².

## Geografía
Chetopa se encuentra ubicada en las coordenadas 37°2′15″N 95°5′31″O / 37.03750, -95.09194 (37.037452, -95.091892).

## Demografía
Según la Oficina del Censo en 2000 los ingresos medios por hogar en la localidad eran de $23,250 y los ingresos medios por familia eran $29,338. Los hombres tenían unos ingresos medios de $24,479 frente a los $19,231 para las mujeres. La renta per cápita para la localidad era de $11,705. Alrededor del 18.8% de la población estaban por debajo del umbral de pobreza.